# 湯浅利夫
湯浅 利夫（ゆあさ としお、1935年（昭和10年）10月3日 - ）は、日本の官僚。宮内庁長官、自治事務次官、公益財団法人菊葉文化協会理事長などを務めた。

## 略歴
東京都立日比谷高等学校を経て、1959年（昭和34年）に東京大学法学部第2類（公法コース）を卒業して自治庁に入庁。自治事務次官を務め、1995年（平成7年）に退官。
2000年（平成12年）4月、宮内庁次長に就任し、翌2001年（平成13年）より宮内庁長官となった。
2003年（平成15年）6月10日、記者会見で皇太子夫妻の第2子への期待について「やはりもう一人ほしい」「多くの国民もそう考えているのではないか」と発言した。また同年12月に「秋篠宮様のお考えはあると思うが、皇室と秋篠宮一家の繁栄を考えると、三人目を強く希望したい」と発言した。
2004年（平成16年）5月10日、皇太子徳仁親王の定例記者会見において、いわゆる人格否定発言があったことを受け、「御発言の真意を直接殿下に伺いたい」との見解を発表、直接の面会を求めたが日程の調整がつかず持ち越された。その後、皇室の重要事項の相談相手たる宮内庁参与に積極的に関わってもらう考えを明らかにした。
平成16年度をもって（2005年（平成17年）4月付）、宮内庁長官を依願退官。同年9月1日より 財団法人自治総合センター会長に就任している。

## 年譜
- 1959年（昭和34年）3月 - 東京大学法学部第2類（公法コース）卒業[1]、自治庁入庁。
- 1966年（昭和41年）5月1日 - 長崎県総務部文書外務課長。
- 1967年（昭和42年）4月1日 - 長崎県総務部外務文教課長、長崎県総務部地方課長。
- 1968年（昭和43年）7月17日 - 長崎県総務部財政課長。
- 1971年（昭和46年）4月14日 - 長崎県への出向終了。
- 1975年（昭和50年） - 岩手県盛岡市助役。
- 1978年（昭和53年）4月1日 - 自治省大臣官房付兼大臣官房参事官。
- 1978年（昭和53年）6月2日 - 自治省大臣官房企画官。
- 1978年（昭和53年）7月27日 - 京都府総務部長。
- 1981年（昭和56年）4月14日 - 自治省税務局固定資産税課長。
- 1982年（昭和57年）7月2日 - 自治省税務局府県税課長。
- 1984年（昭和59年）7月16日 - 自治省税務局企画課長。
- 1985年（昭和60年）7月16日 - 自治省財政局財政課長。
- 1986年（昭和61年）7月11日 - 自治省大臣官房審議官（公営企業担当）。
- 1987年（昭和62年）10月1日 - 自治省大臣官房審議官（財政担当）。
- 1988年（昭和63年）7月15日 - 自治省税務局長。
- 1991年（平成3年）10月15日 - 自治省財政局長。
- 1994年（平成6年）7月12日 - 自治事務次官。
- 1995年（平成7年）8月1日 - 依願退官。
- 2000年（平成12年）4月1日 - 宮内庁次長。
- 2001年（平成13年）4月2日 - 宮内庁長官。
- 2005年（平成17年）4月1日 - 依願退官。
- 2008年（平成20年）4月29日 - 瑞宝大綬章受章。
- 2011年（平成23年）4月1日 - 公益財団法人菊葉文化協会理事長[2]。